# 차니 클레이
차니 클레이(Chaney Kley, 1972년 8월 20일 ~ 2007년 7월 24일)는 미국의 배우, 텔레비전 배우, 영화배우이다.
베니스에서 사망하였다.

## 방송
- 쉴드 7 : 분노의 대머리 경찰
- 쉴드 : XX 강력반 시즌6
- 쉴드 : XX 강력반 시즌5
- 쉴드 : XX 강력반 시즌4

## 영화
- 미스터 블루 스카이 (2007년) - 그렉 아담스 역
- 지미 앤 주디 (2006년) - 딘코 역
- 고담 카페 (2005년) - 스티브 데이비스 역
- 어둠의 저주 (2003년)
- 금발이 너무해 (2001년)